# Dion Dreesens
Dion Dreesens (Venray, 30 aprile 1993) è un nuotatore olandese.

## Palmarès
- Europei

Londra 2016: oro nella 4x200m sl.